# Уобаш (окръг, Индиана)
Окръг Уобаш (на английски: Wabash County) е окръг в щата Индиана, Съединени американски щати. Площта му е 1090 km², а населението е 30 976 души (1 април 2020). Административен център е град Уобаш.